# Vicenç Fisas
Vicenç Fisas Armengol (Barcelona, 1952) es un analista sobre conflictos y procesos de paz. Doctor en Estudios sobre Paz por la Universidad de Bradford (Reino Unido). Ha publicado más de 70 libros sobre temáticas relacionadas con sus ámbitos de experiencia, y colabora habitualmente en varios medios de comunicación: El País, ElDiario.es y Ara.cat.

## Biografía
Vicenç Fisas nació en Barcelona en 1952. Se inicia en el activismo por la paz en los años setenta, primero como miembro del Equipo OC, el grupo de apoyo a los primeros objetores de conciencia en el servicio militar en España, y más tarde como miembro activo del Casal de la Pau, de la Campaña Internacional contra el Comercio de Armas y del Movimiento Antinuclear de Cataluña. En 1974 crea el Centro de Análisis de Conflictos, un pequeño centro de documentación y análisis del movimiento pacifista a partir del cual inicia contactos con organizaciones pacifistas internacionales. Y en 1984  funda el Programa de Paz y Conflictos del CIDOB (Centro de Información y Documentación Internacional de Barcelona) y se convierte en su coordinador. También es fundador y presidente de la Asociación Española de Investigación por la Paz (AIPAZ).
En 1989,  se vincula al Centro UNESCO Cataluña como investigador sobre paz y desarme y a la Cátedra UNESCO sobre Paz y Derechos Humanos que se imparte en la Universidad Autónoma de Barcelona (UAB), al tiempo que es designado responsable de la UNESCO sobre prevención de conflictos. En 1999 Fisas crea la Escuela de Cultura de Paz  (ECP) de la Universidad Autónoma de Barcelona, de la que será su director hasta el año 2016 y coordinará el programa de Procesos de Paz. Esta escuela (ECP) se ha convertido en un centro de investigación por la paz de referencia en Cataluña que lleva a cabo investigación, formación, sensibilización e intervención.
En los años 90 participa en la Campaña internacional de prohibición de las minas antipersona y es coordinador de las campañas de desarme promovidas por Amnistía Internacional, Greenpeace, Intermón-Oxfam y Médicos Sin Fronteras. El 1992 fundà la asociación de apoyo a emigrantes Vallès sense fronteres.
También ha participado en negociaciones de paz en Colombia (2000-2016), el País Vasco (1998-2003 y 2016), el Sáhara (2000-2010), el Kurdistán turco (2006-2015) y las Filipinas (2005-2017). La trayectoria más extensa la ha desarrollado en Colombia, donde ha estado presente en negociaciones de paz con las FARC y el ELN, en distintos períodos. Esta experiencia sobre el terreno le lleva a ser asesor en temas de paz del Ministerio de Asuntos Exteriores de España (2004-2010) y del Ministerio de Asuntos Exteriores de Noruega (2010-2020), y colaborador del Norwegian Peace Resolution Center (NOREF), desde el año 2008.

## Obras
A lo largo de su carrera ha publicado más de 70 libros relacionados con el análisis de los conflictos y la cultura de paz, entre los que destacan:
- 1976, El poder militar en España.
- 1987, Introducción al estudio de la paz y de los conflictos.
- 1988, Las armas de la democracia.
- 1998, Cultura de paz y gestión de conflictos.
- 2000, Adiós a las armas ligeras: las armas y la cultura de la violencia.
- 2004, Procesos de paz y negociación en conflictos armados.
- 2010, ¡Alto el fuego! Manual de procesos de paz.
- 2017, La gestión de las crisis socio políticas.
- 2020, Matar de hambre. El hambre como castigo o desidia política.
- 2021, Manual de negociación de conflictos políticos.
- 2021, Migrantes, náufragos y caminantes. Del racismo al buenismo.
- 2022, "Ganar-ganar": La estrategia china para seducir al mundo.
- 2025, Negociar la paz en tiempos de guerra.
- 2025, Manual para crear miedo. Industria militar y rearme.

## Premios y reconocimientos
Su trayectoria ha sido reconocida con varios galardones:
- Premio Nacional de Derechos Humanos (1988)
- Premio Memorial por la Paz Josep Vidal Lecha (1988)
- Premio Iniciativa Solidaria de El Periódico de Catalunya (2007)
- Premio del Instituto Internacional para la Paz: ICIP Construcción de Paz (2024)